# Dalibor Matanić
Dalibor Matanić (pronunciación croata: [dǎliboːr mǎtanit͡ɕ], 21 de enero de 1975) es un guionista y director de cine croata. 

## Trayectoria
Su película más conocida es la cinta de 2002 titulada Fine Dead Girls, que ganó el Premio Especial del Jurado en el Festival de cine de Sochi de 2003. Su película de 2015, Bajo el sol (The High Sun) fue proyectada en la sección Un certain regard del Festival de Cine de Cannes de 2015, donde ganó el Premio del Jurado.

## Filmografía
- Cashier Wants to Go to the Seaside (Blagajnica hoće ići na more, 2000) - guion y dirección
- Fine Dead Girls (Fine mrtve djevojke, 2002) - coguionista y dirección
- 100 Minutes of Glory (100 minuta slave, 2004) - director
- I Love You (Volim te, 2005) - guion y dirección
- The Lika Cinema (Kino Lika, 2008) - coguionista y dirección
- Mother of Asphalt (Majka asfalta, 2010) - guion y dirección
- Daddy (Ćaća, 2011) - guion y dirección
- Handymen (Majstori, 2013)
- Bajo el sol (The High Sun, Zvizdan, 2015)

## Premios y reconocimientos
Festival Internacional de Cine de Cannes
| Año  | Categoría                              | Película     | Resultado |
| ---- | -------------------------------------- | ------------ | --------- |
| 2009 | Premio del Jurado                      | Canino       | Ganador   |
| 2015 | Premio del Jurado de Un Certain Regard | The High Sun | Ganador   |